# Erpužice
Erpužice település Csehországban, Tachovi járásban. Erpužice Stříbro, Trpísty, Kšice, Únehle, Čerňovice és Pňovany településekkel határos. Lakosainak száma 348 fő (2024. január 1.).

## Népesség
A település lakosságának változását az alábbi diagram mutatja:
| Lakosok száma | 509  | 564  | 554  | 288  | 358  | 334  | 344  | 337  | 338  | 348  |
|               | 1869 | 1890 | 1921 | 1950 | 1980 | 2001 | 2017 | 2019 | 2022 | 2024 |